# Паправенд
Паправенд (азерб. Papravənd) — село в Агдамском районе Азербайджана. Расположено в 21 км к северу от районного центра Агдама на предгорной равнине.

## История
В годы Российской империи село Паправенд находилось в составе Джаванширского уезда Елизаветпольской губернии. По данным «Кавказского календаря» на 1912 год в селе проживало 448 человек, в основном азербайджанцы, указанные в календаре как «татары».
Согласно результатам Азербайджанской сельскохозяйственной переписи 1921 года, селение Паправенд входило в состав Кабарда Бой Ахмедлинского сельского общества Джеванширского уезда Азербайджанской ССР. Население — 920 человек (155 хозяйств), преобладающая национальность — тюрки азербайджанские (азербайджанцы).
После реформы административного деления и упразднения уездов в 1929 году вошёл в состав Агдамского района Азербайджанской ССР. В июле 1993 в ходе Первой Карабахской войны года бо́льшая часть территории района, попала под контроль непризнанной Нагорно-Карабахской Республики (НКР).
После окончания Второй Карабахской войны было подписано заявление о прекращении огня, по условиям которого 20 ноября 2020 года вся территория Агдамского района была возвращена Азербайджану.

## Достопримечательности
В селе расположен мавзолей, согласно азербайджанским исследователям К. М. Мамедзаде, Н. М. Гулиеву и В. И Керимову, относящийся к XIV веку. План этого мавзолея, считающегося уникальным памятником средневековой архитектуры, является характерным и для XVI века.
В селе Паправенд расположена Паправендская мечеть историко-архитектурный памятник XVIII века. После армянской оккупации мечеть полностью разрушено.

## Население
В канун оккупации в июне 1993 года в селе проживало 2173 человека и в основном они занимались животноводством, производством зерна и виноградарством.
Среди карабахских беков, признающих власть Карабахского правителя Ибрагим Халил-хана, был и Казым бек Паправенд.

### Уроженцы
- Аббаслы, Рамиз Магомед оглы — азербайджанский писатель, переводчик художественной литературы.
- Агаев, Фаиг Алыш оглы — Национальный герой Азербайджана.

## Инфраструктура
По данным на 1983 год в селе функционировали животноводческий комплекс, средняя школа, дом культуры, 2 библиотеки, каменный карьер, медпункт и другие учреждения.